# تسوكومي (أويتا)
مدينة تسوكومي (بالإنجليزية: Tsukumi)‏ هي أحد المدن التابعة لمحافظة أويتا. تأسست رسميًا في 01/04/1951. ويقدر عدد سكانها بـ 20561 نسمة حسب تقدير مكتب الإحصاء الياباني لعام 2012. تبلغ مساحة تسوكومي 79.53 كم2. بكثافة سكانية تبلغ 259 نسمة/كم2.

## أعلام
- ايبي واتانابي
- ياسوي ياكوشيجي